# Ghiandola di Moll
La ghiandola di Moll, nota anche come ghiandola ciliare, è una ghiandola sudoripara apocrina modificata situata vicino ai follicoli delle ciglia sul margine della palpebra e anteriormente alle ghiandole di Meibomio. Queste ghiandole sono relativamente grandi e hanno forma tubolare. Prendono nome dall'oculista olandese Jacob Anton Moll (1832–1914) che le descrisse nel 1857.
Le ghiandole di Moll riversano il loro secreto lipidico sulle ciglia vicine, contribuendo allo strato più esterno del film lacrimale e ritardandone così l'evaporazione.
Le ghiandole di Moll sono inclini ad infezione e blocco del dotto escretore mediante sebo e detriti cellulari. L'ostruzione del dotto ghiandolare causa gonfiore che si manifesta come un orzaiolo.